# Dean van Zyl
Dean van Zyl (ur. 6 kwietnia 1988) – południowoafrykański zapaśnik walczący w stylu klasycznym. Piąty na igrzyskach afrykańskich w 2007. Brązowy medalista igrzysk wspólnoty narodów w 2010, a także mistrzostw Wspólnoty Narodów w 2009 roku.